# カプリッチョ (美術)

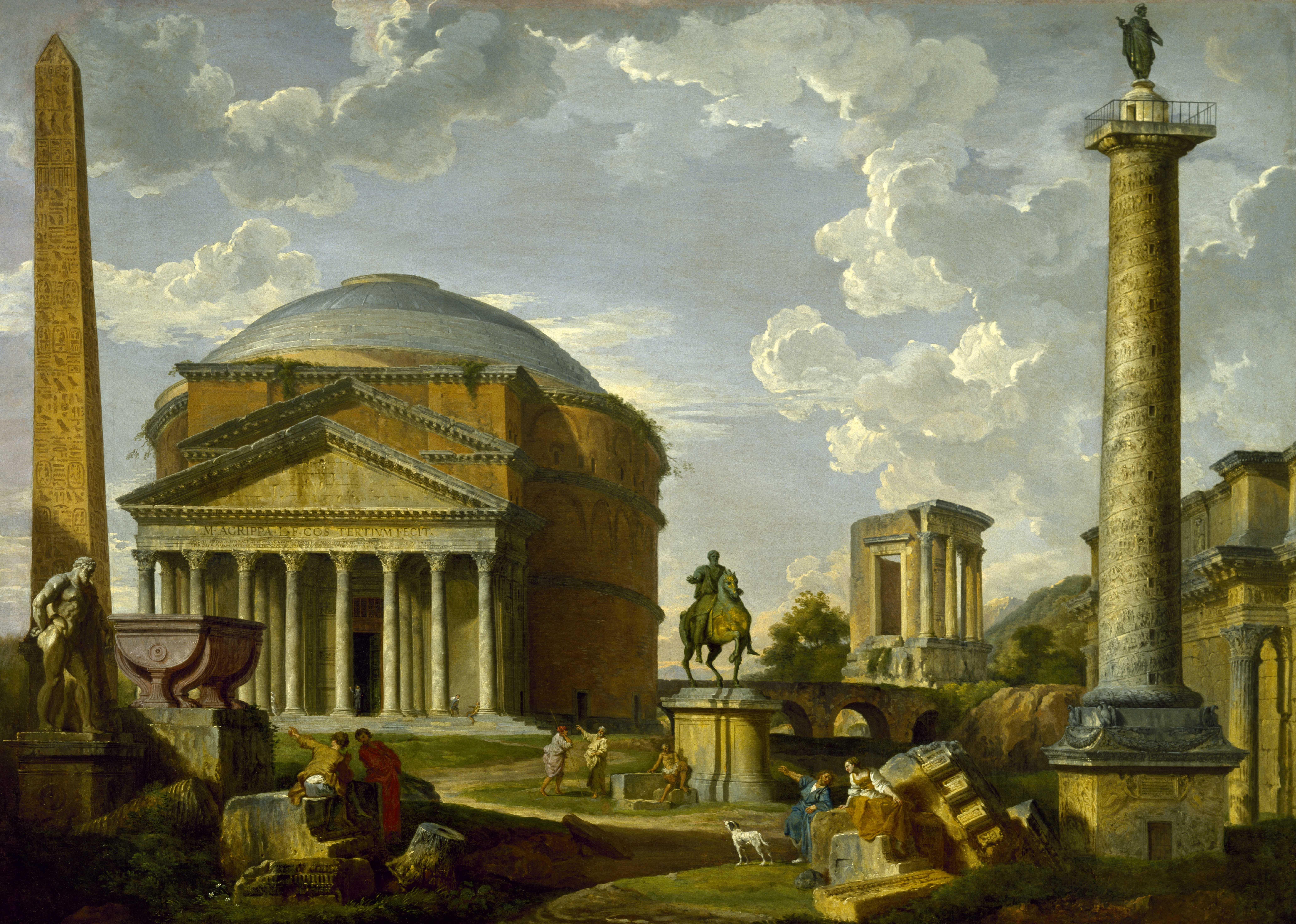
ジョバンニ・パオロ・パンニーニ『パンテオンと古代ローマ遺跡のモニュメントのある幻想的景観』(1737年、ヒューストン美術館蔵)

カプリッチョ（capriccio、複数形：capricci）とは、実在の建物、古代遺跡、それに架空の遺跡をまぜこぜにした風景画のこと。人物が描かれることもある。奇想画（きそうが）とも訳される。

## 歴史
カプリッチョのパイオニアは、17世紀中期にローマで活躍したアレッサンドロ・サルーチやヴィヴィアノ・コダッツィと言われる。サルーチはコンポジションの素材としてローマ遺跡を配置することで創造性と自由を求めたが、コダッツィはもっと現実的で 、アゴスティーノ・タッシのクアドラトゥーラなフレスコ画やクロード・ロラン、ヘルマン・ファン・スワーネフェルトの都市景観画を見て影響されたのかもしれない。
カプリッチョを提唱したことで知られるのがジョバンニ・パオロ・パンニーニで、そのスタイルは1740年代のカナレットのヴェドゥータを発展させたものだった。ジョヴァンニ・バッティスタ・ピラネージとその模倣者の作品もまた有名である。
それより後の時代になると、チャールズ・ロバート・コッカレルの『A Tribute to Sir Christopher Wren』『A Professor's Dream』、ジョセフ・ガンディー『1818 Public and Private Buildings Executed by Sir John Soane』がある。
ジョヴァンニ・バッティスタ・ティエポロは自身のエッチング連作を『カプリッチ（Capricci）』と題した。カプリッチョから建築物を減らして、その代わりに兵士、哲学者、美しい若者といった人々の集まりを描いている。それぞれの作品にタイトルはつけられておらず、ムードとスタイルだけがすべてである。このシリーズは後にScherzi di fantasia（幻想的なスケッチ）と呼ばれた。彼の息子ジョヴァンニ・ドメニコ・ティエポロは父の絵を模倣し、またタイトルも『カプリッチ』とした。フランシスコ・デ・ゴヤにも『ロス・カプリーチョス』という版画集がある。

## 代表的な画家
- アレッサンドロ・サルーチ（英語版）
- ヴィヴィアノ・コダッツィ
- ドメニコ・ガルジューロ（英語版）
- マルコ・リッチ（英語版）
- ジョヴァンニ・バッティスタ・ピラネージ
- ユベール・ロベール

## ギャラリー

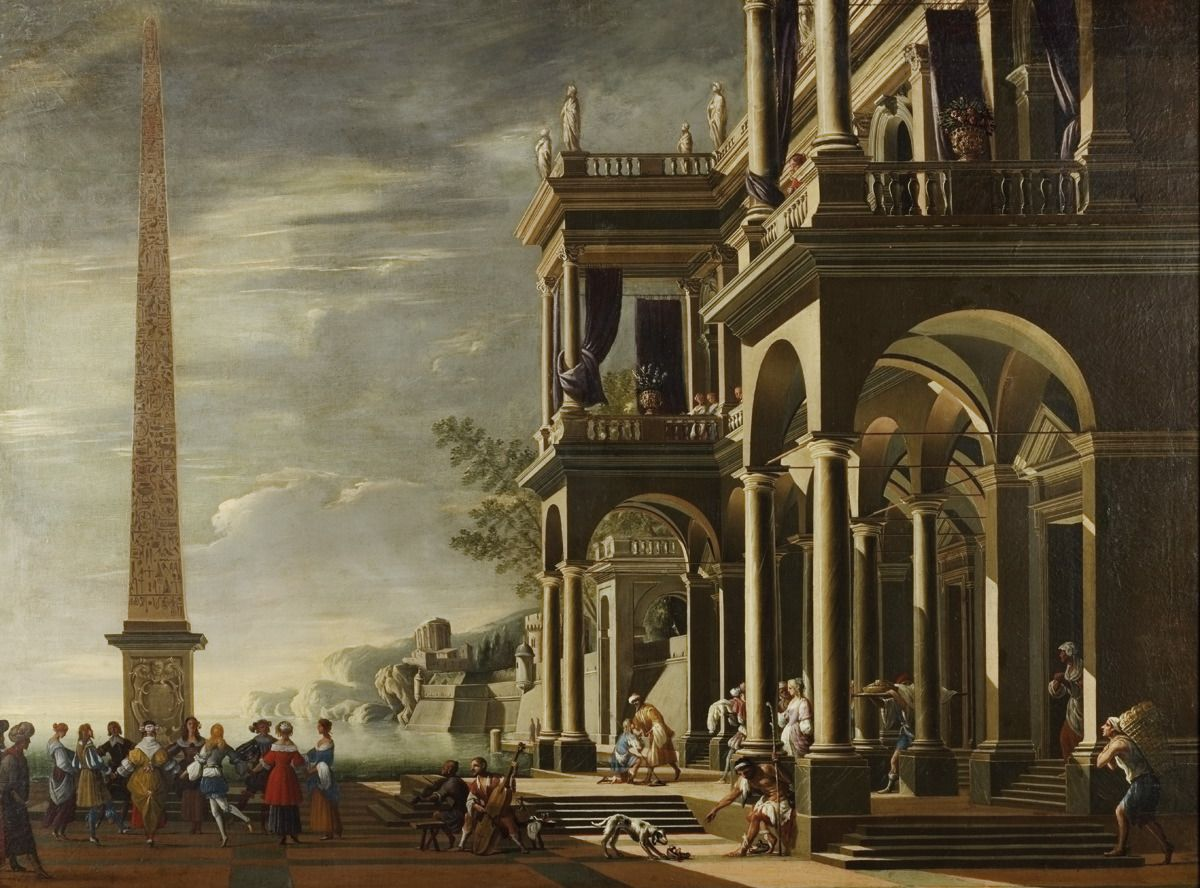
アレッサンドロ・サルーチ『カプリッチョ』(1645年と1660年の間)
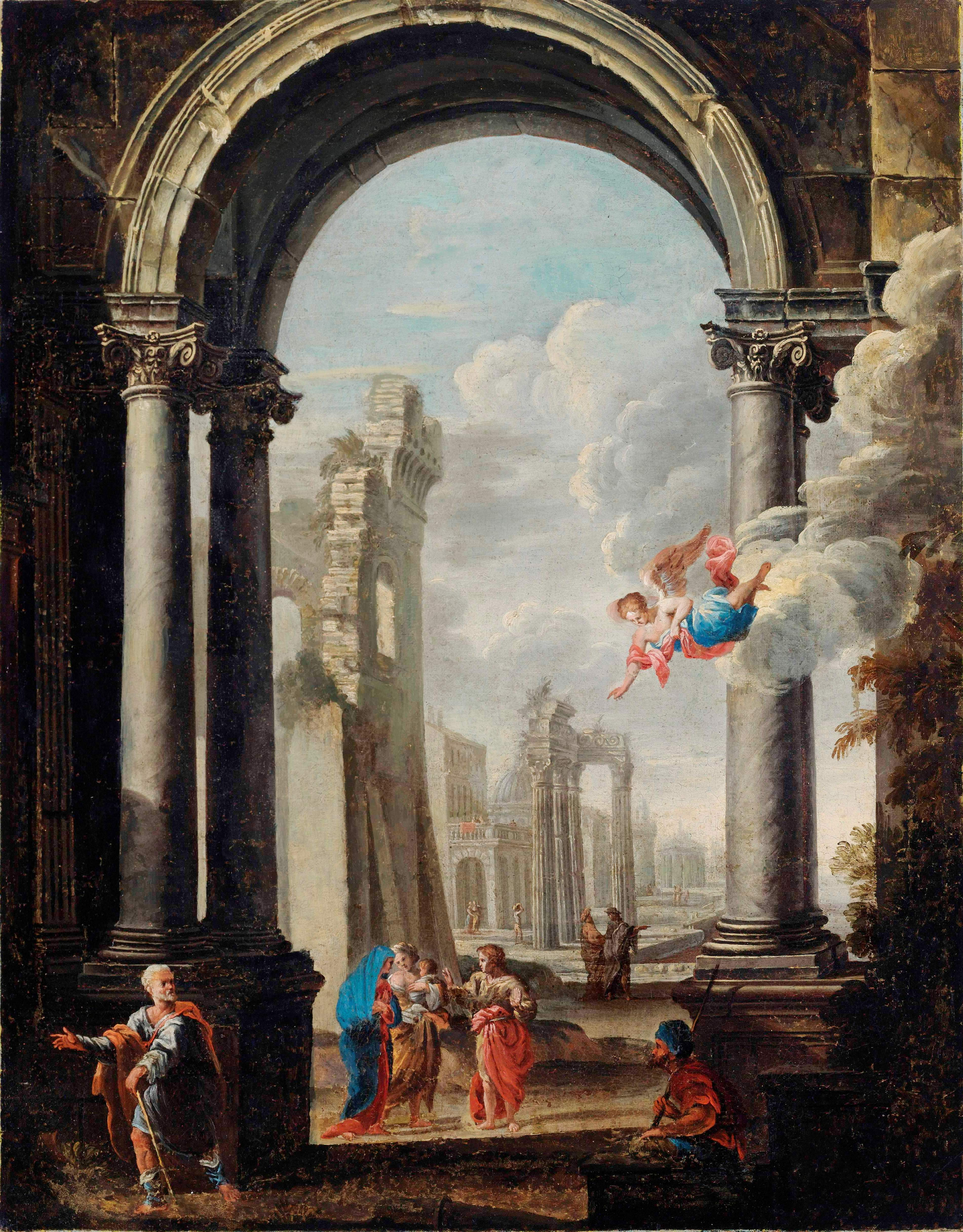
ヴィヴィアノ・コダッツィ『聖家族と建築のカプリッチョ』
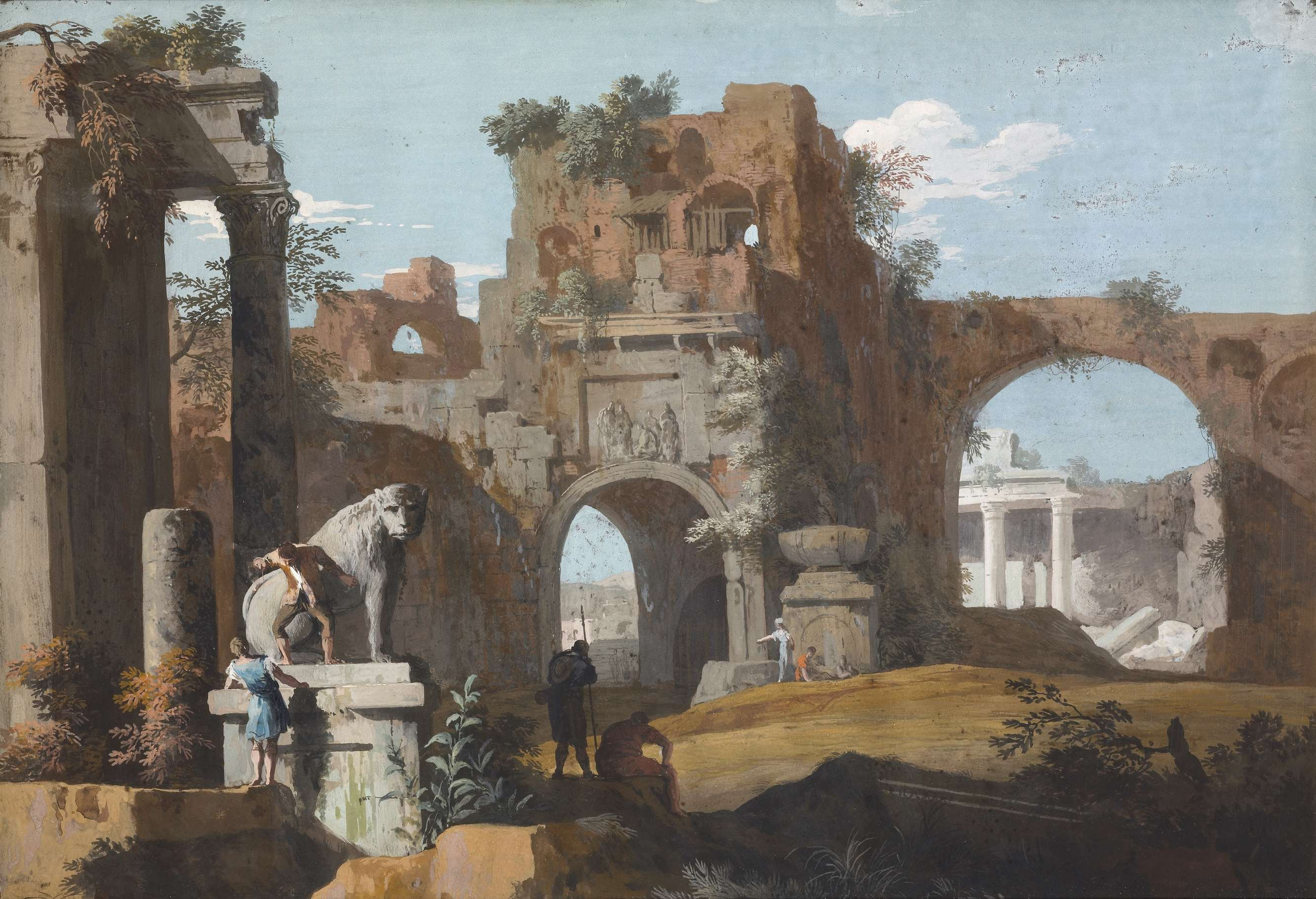
マルコ・リッチ『遺跡のある古典的な景観』
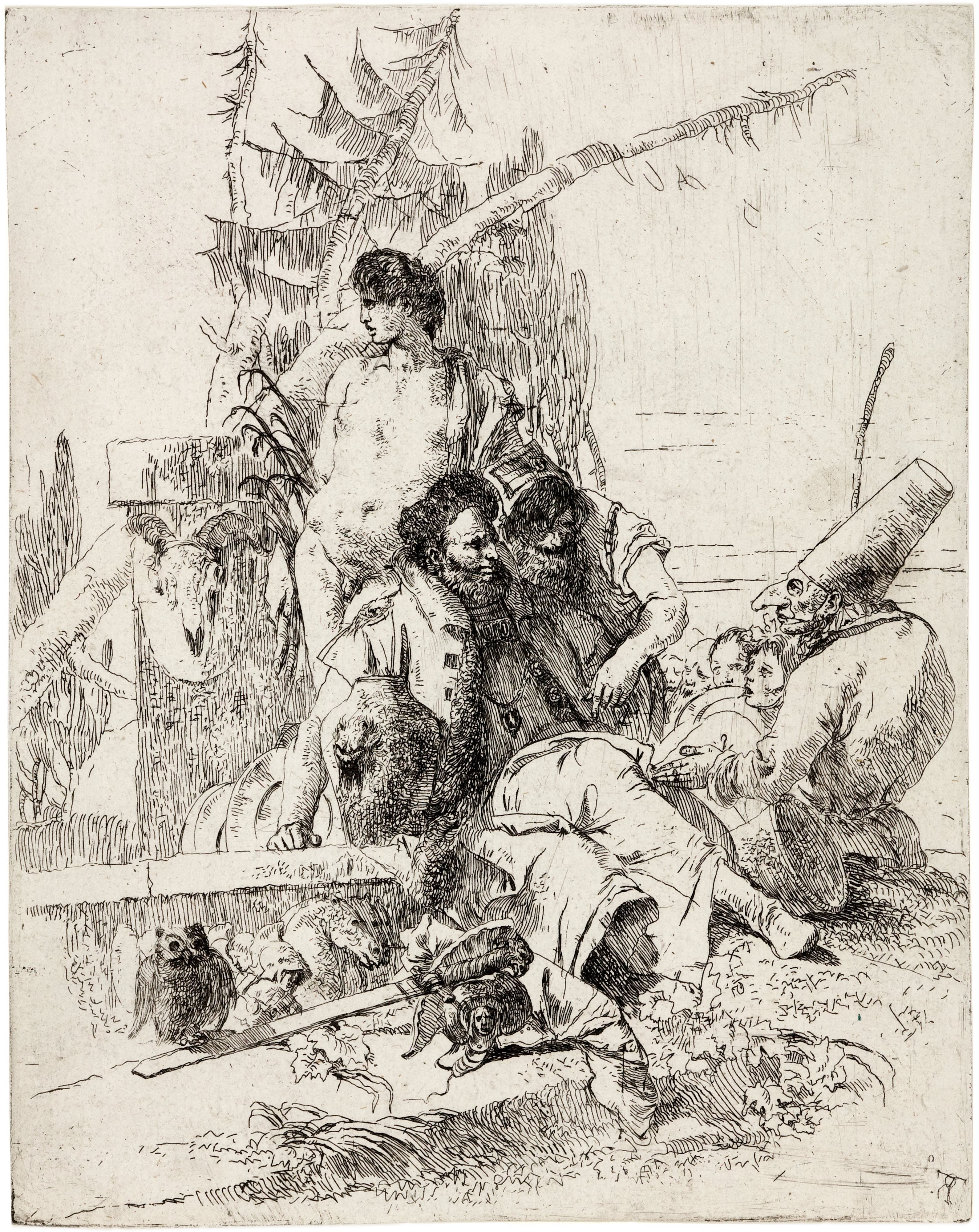
ジョヴァンニ・バッティスタ・ティエポロ『カプリッチ』より(1743年 - 1757年、南オーストラリア美術館蔵)